# Caissacs
Caissacs (en francès i oficialment, Caychax) és un municipi francès situat al departament de l'Arieja i a la regió d'Occitània.